# Едуард фон Анхалт
Едуард Георг Вилхелм Максимилиан фон Анхалт (на немски: Eduard Georg Wilhelm Maximilian Herzog von Anhalt; * 18 април 1861, Десау; † 13 септември 1918, Берхтесгаден) е херцог на Анхалт (21 април – 13 септември 1918). Той също е херцог на Саксония, Енгерн и Вестфален, граф на Асканиен.

## Биография
Той е третият син на херцог Леополд Фридрих I Франц Николаус фон Анхалт (1831 – 1904), княз фон Анхалт-Десау, и съпругата му принцеса Антоанета фон Саксония-Алтенбург (1838 – 1908), дъщеря на принц Едуард фон Саксония-Алтенбург (1804 – 1852) и Амалия фон Хоенцолерн-Зигмаринген (1815 – 1841). Брат е на наследствения принц Леополд (1855 – 1886), на херцог Фридрих II (1856 – 21 април 1918), херцог на Анхалт (1904 – 1918), и Ариберт (1864 – 1933), регент на племенника си Йоахим Ернст, херцог на Анхалт (1918).
Едуард фон Анхалт става през април 1918 г. херцог на Анхалт след смъртта на брат му Фридрих II, но умира след кратко управление. Наследява го като херцог на Анхалт малолетния му син Йоахим Ернст, който абдикира на 12 ноември 1918 г.

## Фамилия
Едуард фон Анхалт се жени на 6 февруари 1895 г. в Алтенбург за Луиза фон Саксония-Алтенбург (* 11 август 1873, Алтенбург; † 14 април 1953, Алтенбург), най-малката дъщеря на принц Мориц фон Саксония-Алтенбург (1829 – 1907) и принцеса Августа фон Саксония-Майнинген (1843 – 1919). Те се развеждат на 26 януари 1918 г. Двамата имат шест деца:
- Фридерика Маргарета Антоанета Мария Августа Агнес Тереза Елизабет (* 11 януари 1896, Десау; † 18 ноември 1896, Десау)
- Леополд Фридрих Мориц Ернст Константин Ариберт Едуард (* 10 февруари 1897, Десау; † 26 декември 1898, Десау)
- Мария Августа фон Анхалт (* 10 юни 1898, дворец Баленщет; † 22 май 1983, Есен), омъжена I. на 11 март 1916 г. в дворец Белвю при Берлин за принц Йоахим Пруски (1890 – 1920), син на кайзер Вилхелм II; II. на 27 септември 1926 г. в Берлин-Шьонеберг (развод 1935) за фрайхер Йоханес-Михаел фон Лоен (* 1902)
- Йоахим Ернст фон Анхалт (* 11 януари 1901, Десау; † 18 февруари 1947, Бухенвалд), херцог на Анхалт (1918), абдикира на 12 ноември 1918 г., женен I. в дворец Баленщет на 3 март 1927 (развод 1929) за Елизабет Щрикрот, станала графиня фон Асканиен (1903 – 1971), II. в Десау на 15 октомври 1929 г. за Едита Марвиц, при адоптиране „фон Стефани“ (1905 – 1986)
- Ойген Фридрих Ернст Август Хайнрих Адолф Ариберт (* 17 април 1903, Десау; † 2 септември 1980), женен в Мюнхен на 2 октомври 1935 г. за Анастасия Юнгмайр (1901 – 1970)
- Волфганг Албрехт Мориц Фридрих Вилхелм Ернст (* 12 юли 1912, дворец Баленщет; † 10 април 1936, Десау)